# Габрелюв
Габрелюв (пол. Gabrielów) — село в Польше, в гмине Осьякув Велюнского повета Лодзинского воеводства. Население — 124 человек (2011).
В 1975—1998 годах село принадлежало к Серадзскому воеводству.

## Климат
Климат умеренный, мягкая зима и тёплое лето. Средняя температура в январе от −1 °C до −5 °C, в июле от +17 °C до +19 °C. Осадков 500—800 мм.

## Население
Демографическая структура по состоянию на 31 марта 2011 года:
|         | Всего | До трудоспособного возраста | Трудоспособного возраста | Старше трудоспособного возраста |
| ------- | ----- | --------------------------- | ------------------------ | ------------------------------- |
| Мужчины | 61    | 15                          | 40                       | 6                               |
| Женщины | 63    | 13                          | 32                       | 18                              |
| Всего   | 124   | 28                          | 72                       | 24                              |